# Medal Obrony dla Rannych na Służbie
Medal Obrony dla Rannych na Służbie (duń. Forsvarets Medalje for Sårede i Tjeneste, skr. Fsv.M.S.) – duńskie wojskowe odznaczenie ustanowione 7 grudnia 2009, powstałe z podziału Medalu dla Poległych i Rannych na Służbie na dwa osobne (drugim nowym odznaczeniem jest Medal Obrony dla Poległych na Służbie) – nowe medale weszły do użycia z pierwszym dniem 2010, a stary medal został wycofany.
Medal Obrony dla Rannych na Służbie przyznawany jest przez Szefa Sił Zbrojnych (dosł. „Szefa Obrony”, dun. Forsvarschefen) przedstawicielom duńskiego personelu wojskowego i cywilnego, którzy zostali poważnie ranny lub doprowadzeni do inwalidztwa wskutek użycia broni palnej (lub min), w trakcie prowadzenia działań bojowych lub antyterrorystycznych. Mogą nim być nim nagradzani inni Duńczycy i obcokrajowcy, którzy zostali zranieni podczas szczególnych i zasłużonych wysiłków na rzecz duńskich sił zbrojnych, jak również osoby pracujące dla duńskich sił zbrojnych, które zostały poszkodowane psychicznie podczas misji wojskowych.
W duńskiej kolejności starszeństwa odznaczeń medal znajduje się obecnie (na listopad 2021) za swoim poprzednikiem Medalem Obrony dla Poległych i Rannych na Służbie, a przed Medalem Ministerstwa Sprawiedliwości dla Rannych na Służbie.
Medal ma średnicę 30 mm, wykonywany jest ze srebra i pozłacany. Na awersie znajduje się główny motyw duńskiego herbu (trzy lwy kroczące w słup i dziewięć serc – podobnie jak dziewięć innych wojskowych medali). Na rewersie umieszczany jest wieniec dębowy, a w jego wnętrzu – rok nadania i powyżej niego napis odpowiednio „SÅRET I TJENESTE” (RANNYM NA SŁUŻBIE). Kolejne przypadki otrzymania medalu dla rannych grawerowane są na rancie medalu.
Medal mocowany jest do wstążki białej z dwoma wąskimi czerwonymi paskami wzdłuż każdej z krawędzi. Wstążka wiązana jest w pięciokąt. Drugie nadanie medalu dla rannych oznaczane jest (poza wspomnianym grawerunkiem na rancie) poprzez umieszczenie na wstążce lub baretce srebrnego dębowego liścia (oznaki męstwa), a trzecie nadanie – złotego dębowego liścia.
Formę medalu wykonał medalier Jan Petersen.